# Olaf Marschall
Pour les articles homonymes, voir Marschall.

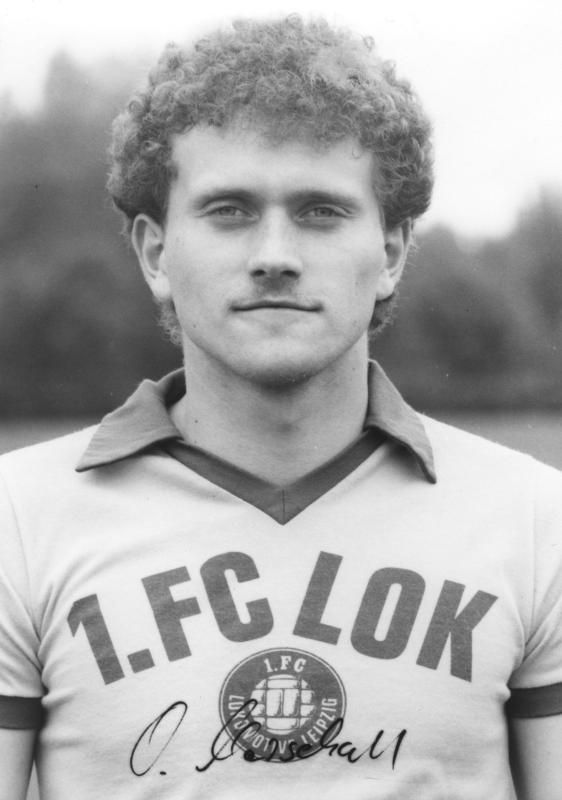
Olaf Marschall avec le maillot de Lokomotive Leipzig

Olaf Marschall, né le 19 mars 1966 à Torgau en Saxe, est un footballeur international est-allemand puis allemand. Il jouait au milieu du terrain offensif et était réputé pour son jeu de tête. Il commence sa carrière professionnelle en RDA et terminera sa carrière de joueur au FC Kaiserslautern avec qui il remportera le titre de champion d'Allemagne en 1998. Il dispute quatre matchs internationaux avec l'équipe d'Allemagne de l'Est et treize avec l'équipe d'Allemagne.

## Biographie

### Débuts en RDA

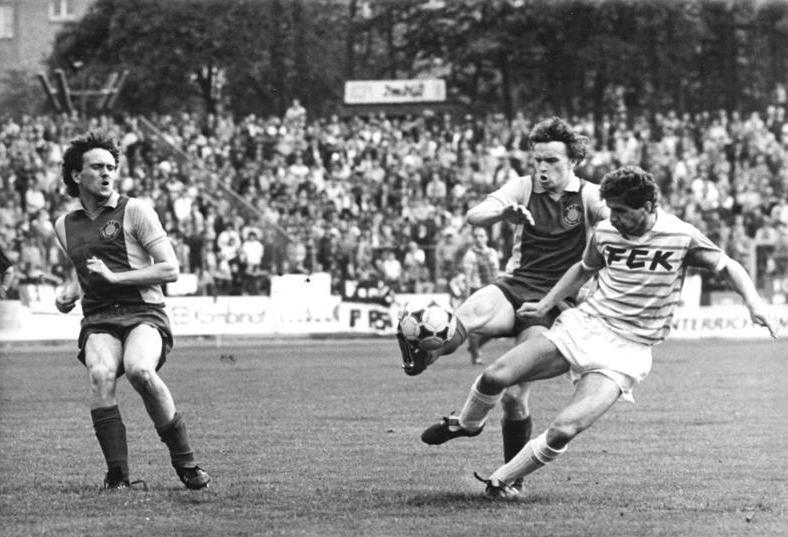
Olaf Marschall dans un match de Coupe de RDA en 1987

Olaf Marschall commence le football à six ans dans le club de sa ville natale, le BSG Chemie Torgau. En 1978, il rejoint le 1. FC Lokomotive Leipzig, le club phare de la région. À 17 ans, le 22 octobre 1983, il fait ses débuts dans le Championnat de RDA lors du derby contre le Dynamo Dresde en rentrant à la 62e minute de jeu (2 - 2). Il gagnera ensuite avec l'arrivée d'un nouvel entraîneur, Hans-Ulrich Thomale, une place de titulaire. En 1987, il atteindra la finale de la Coupe d'Europe des vainqueurs de coupe de football 1986-1987, perdue contre l'Ajax Amsterdam. Avec Leipzig il gagne la Coupe de RDA en 1986 et 1987 et sera vice champion en 1986 et 1988.

### En Autriche avec l'Admira Wacker
À l'été 1990, il rejoint le club autrichien du FC Admira Wacker Vienne. Lors de la saison 1992-1993, Olaf Marshall sera avec 19 buts le deuxième meilleur buteur du championnat, en fin de saison il retourne en Allemagne.

### Dynamo Dresde
Il retourne dans sa région natale en suivant son entraîneur, Sigfried Held qui venait d'être transféré de l'Admira Vienne au Dynamo Dresde qui évolue en Bundesliga. Dans son premier match pour le Dynamo il rencontre son ancien club de Leipzig, au cours duquel il s'illustre en marquant un triplé (score final 3 à 3). Dans sa première saison de Bundesliga il marquera onze buts en 32 matchs, sera meilleur buteur de son équipe et malgré une pénalité de quatre points assurera le maintien de son équipe. Il ne joue qu'une seule saison au Dynamo Dresde, le club est obligé de revendre son meilleur joueur au FC Kaiserslautern pour renflouer sa trésorerie.

### 1. FC Kaiserslautern
L'arrivée d'Olaf Marschall représente pour le FC Kaiserslautern son transfert record à cette époque. Lors de sa première saison avec les diables rouges il marque 7 buts en 26 matchs et terminera à la 4e place de la Bundesliga. La saison suivante il connaîtra une série de blessures, en 1996 il remporte avec le FCK la Coupe d'Allemagne mais dans le championnat le club sera relégué en deuxième division. Malgré la relégation il reste à Kaiserslautern, mais à cause de blessures ne participera qu'à 16 matchs de deuxième division, marquant tout de même dix buts. Le club ne restera qu'une saison en deuxième division puis fêtera la saison suivante en 1998 son quatrième titre de champion d'Allemagne. Olaf Marschall sera de nouveau deuxième meilleur buteur lors de la saison du titre, mais toujours à cause de blessures n'aura joué que 24 matchs avec 21 buts inscrits.
Lors de la saison 1998-1999, un de ses buts d'un retourné acrobatique est nommé but de l'année en Allemagne. À partir de cette saison, Olaf Marschall n'avait plus le même rendement, il ne marquera que sept buts lors des trois saisons suivantes. Avec l'arrivée de Miroslav Klose, il perd sa titularisation puis en fin de saison 2001-2002 son contrat ne sera pas prolongé.
Il se rend ensuite au Qatar, mais le contrat avec Al Ittihad Doha ne sera jamais signé. Il arrête ensuite sa carrière de joueur professionnel mais restera au club.

### Après carrière
De 2004 à 2006, il est manager au FC Kaiserslautern, en parallèle il obtient un diplôme d'entraîneur et sera  à partir de juin 2006 entraineur assistant de l'équipe amateur, il sera quelques mois entraineur intérimaire de la deuxième équipe, et entraineur assistant en fin de saison 2004-2005 de l'équipe première.
En 2007, il est entraineur assistant de Al Nasr Sports Club à Dubaï, puis occupera des postes en Allemagne au niveau amateur.
En 2015, il est recruteur au FSV Francfort puis reviendra en 2016 au FC Kaiserslautern occuper les mêmes fonctions.

## Équipes nationales
De 1985 à 1989 il joue quatre matchs avec l'équipe d'Allemagne de l'Est, sans marquer de but. Après la réunification de l'Allemagne il jouera 13 fois pour l'équipe d'Allemagne et marquera 3 buts. Marschall rentre pour la première fois en jeu pour la Mannschaft lors d'un match amical le 12 octobre 1994 contre la Hongrie en remplaçant Fredi Bobic à la 85e minute (0 à 0). 
Il participe à la Coupe du monde de football 1998 en France et disputera un match, la défaite 0 à 3 contre la Croatie.

## Palmarès
- Avec Lokomotive Leipzig
  - Coupe de RDA : 1986 et 1987
  - Finale de la Coupe d'Europe des vainqueurs de coupe de football 1986-1987
- Avec FC Kaiserslautern
  - Champion d'Allemagne : 1998
  - Coupe d'Allemagne : 1996